# Самцевриси (Болнисский муниципалитет)
Самцевриси (груз. სამწევრისი, азерб. Şəmşiöyü) — село Болнисского муниципалитета, края Квемо-Картли республики Грузия с 90 %-ным азербайджанским населением. Находится в юго-восточной части Грузии, на территории исторической области Квемо Картли.

## Изменения топонима

Панорама села Самцевриси (Шемшиойу)

В 1990—1991 годах, в результате изменения руководством Грузии исторических топонимов населённых пунктов этнических меньшинств в регионе, название села Шемшиойу («азерб. Şəmşiöyü») было изменено на его нынешнее название — Самцевриси.

## География
Село находится на берегу реки Болнисисцкали, в 16 км от районного центра Болниси, на высоте 640 метров от уровня моря.
Граничит с поселком Казрети, с селами Шуа-Болниси, Поладаури, Болниси, Квемо-Болниси, Ванати, Хатиссопели, Баличи, Зварети, Мушевани, Патара-Дарбази и Талавери Болнисского Муниципалитета и Диди-Дманиси, Машавера, Вардисубани, Патара-Дманиси и Укангори Дманисского муниципалитета.

## Население
По данным Государственного статистического комитета Грузии, согласно официальной переписи 2002 года, численность населения села Самцевриси составляет 361 человек и на 90 % состоит из азербайджанцев.

## Экономика
Население в основном занимается овцеводством, скотоводством и овощеводством.

## Достопримечательности
- Монастырь (храм) VII века[9]
- Средняя школа[10] — построена в 1932 году.[6]